# Okręg wyborczy Curtin
Okręg wyborczy Curtin (ang. Division of Curtin) – jednomandatowy okręg wyborczy do Izby Reprezentantów Australii, położony w centralnej części Perth. Powstał w 1949, jego patronem jest były premier Australii John Curtin. Obecną posłanką reprezentującą okręg jest minister spraw zagranicznych Australii Julie Bishop. 

## Lista posłów
| okres urzędowania | poseł          | przynależność                                                 |
| ----------------- | -------------- | ------------------------------------------------------------- |
| 1949-1969         | Paul Hasluck   | Liberalna Partia Australii                                    |
| 1969-1981         | Victor Garland | Liberalna Partia Australii                                    |
| 1981-1998         | Allan Rocher   | Liberalna Partia Australii (1981-1995) niezależny (1995-1998) |
| od 1998           | Julie Bishop   | Liberalna Partia Australii                                    |

źródło: 